# Arturo Matamoros
Arturo Matamoros (Samacá, Boyacá, 1950~1951) es un exciclista colombiano de ruta.

## Palmarés
1972
- Campeonato de Colombia en Ruta

1975
- 3º en la Vuelta a Costa Rica,[2] más la clasificación de montaña, más 1 etapa

1976
- 3º en la Vuelta a Colombia
- 3º en la Vuelta a Costa Rica, más 2 etapas

1977
- Clásica Súper[3]

## Equipos
- Néctar - ELC (1973)
- Libreta de Plata (1975-1978)
- El Colorado (1978)
- Droguería Yaneth (1979)
- Onix Sello Negro (1980)
- Lotería de Boyacá (1981-1982)